# Danna García
Danna García est une actrice colombienne, née le 4 février 1978 à Bogota (Colombie).

## Biographie
Elle est la fille de la célèbre chanteuse colombienne Claudia Osuna. Elle commence à travailler comme actrice dès l'enfance. Elle est connue par ses rôles dans plusieurs telenovelas.

## Filmographie

### Telenovelas
- 1994 : Café con aroma de mujer : Marcela Vallejo Cortez
- 1995 : Victoria : Victoria
- 1997 : Al norte del corazón : Eloísa Treviño
- 1998 : Perro amor : Sofía Santana
- 1999 : Háblame de amor : Julia Toledo Saldívar / Jimena Ortega Toledo
- 2000 : La Revancha : Soledad Santander / Mariana Ruiz
- 2003 : Pasión de Gavilanes : Norma Elizondo Acevedo de Escandón
- 2004 : Te voy a enseñar a querer : Diana Rivera
- 2006 : Cœur brisé (Corazón partido) : Aura Echarri
- 2008 : La traición : Soledad de Obregón
- 2008 : Un gancho al corazón : Valentina Lopez de Sermeño, dite La Monita
- 2009 : Bella calamidades : Dolores Carrero Barraza, dite Lola
- 2010-2011 : Alguien te mira : Piedad Estévez
- 2012-2013 : Qué bonito amor : María Mendoza García[1]
- 2014 : Camelia la Texana : Rosa
- 2015 : Lo imperdonable  : Rebeca Rojo Guevara[2],[3],[4]
- 2016 :  Las amazonas ; Diana Santos Luna[5],[6],[7]

### Séries télévisées
- 1987 : Imaginate
- 1989 : Azúcar : Caridad Solaz (enfant)
- 1990 : La casa de las dos palmas : Evangelina Herreros (jeune)
- 1992 : La otra raya del tigre : Manuela Santacruz
- 2002 : Lo que callamos las mujeres : Lety (épisode Amor que mata)
- 2007 : Decisiones : Francisca (épisode Mecanismo de ilusión)
- 2008 : Tiempo final : Ana (épisode Lesbianas)
- 2015 : Me pongo de pie : Co-présentatrice
- 2016 : Ruta 35 : Sofía Bermúdez[8],[9]

### Films
- 1996 : El Día es hoy : Milena[10]
- 2010 : Toy Story 3 : Barbie (doublage)[11],[12],[13]
- 2012 : El cielo en tu mirada : Angélica María[14],[15]
- 2012 : Carrusel : Maria Cristina[16]
- 2017 : Malacopa : Paulina Santamaria[17],[18]

### Théâtre
- 2016-2017 : L'Inconnu du Nord-Express : Anna Heines[19]